# Traité de Greenwich (1596)
Le traité de Greenwich de mai 1596 établissait une alliance militaire entre le Angleterre et la France pour faire face aux agressions de l'Espagne dans le cadre de la guerre de Quatre-Vingts Ans (dite aussi guerre des Flandres). En octobre de la même année, les Provinces-Unies ont adhéré à l'alliance en signant le traité de La Haye.

## Accords

### Traité de Greenwich
Le 14 mai 1596 (24 mai du calendrier grégorien), les envoyés de Henri IV de France et Élisabeth Ire d'Angleterre signèrent le traité au château de Greenwich, dans les termes suivants : 
- L'Angleterre et la France forment une confédération offensive et défensive contre l'Espagne, à laquelle sont invités à se joindre toute autre puissance intéressée.
- Aucun des signataires ne conclura de paix ou de trêve avec l'Espagne sans le consentement des autres.
- L'Angleterre enverra 4 000 soldats d'infanterie pour combattre durant 6 mois contre les tercios espagnols en Picardie et en Normandie, sans s'éloigner de plus de 50 miles de Boulogne-sur-Mer. Ces forces seront sous commandement de la France, qui devra se charger de leur entretien.
- La France pourra lever en plus 3 ou 4 000 hommes en Angleterre, à sa charge.
- Au cas où l'Angleterre serait envahie par l'Espagne, la France enverrait en appui 4 000 soldats d'infanterie, qui ne s'éloigneraient pas plus de 50 miles de leur point de débarquement.
- Chacune des parties signataires s'engage à défendre les bateaux marchands de l'autre partie.
- Le roi de France promet de ne pas permettre les offenses aux citoyens anglais de la part de l'Inquisition espagnole.

### Traité de La Haye
Pour les articles homonymes, voir Traité de La Haye.
Le 31 octobre de cette année, dans un nouveau traité signé à La Haye, les délégués des États généraux des Provinces-Unies ont adhéré à la confédération, dans les termes suivants:
- Les Provinces Unies donneront au cours de 1597 450 000 livres au roi de France pour l'entretien de l'armée que celui-ci maintiendra en lutte contre l'Espagne.
- Le roi de France viendra au secours des Provinces avec 4 000 soldats d'infanterie et 1 000 de cavalerie.
- Las Provinces assureront la navigation, le trafic et le commerce français sur leur territoire.

## Sources
- (es) Cet article est partiellement ou en totalité issu de l’article de Wikipédia en espagnol intitulé « Tratado de Greenwich (1596) » (voir la liste des auteurs).